# Nogo (Namissiguima)
Nogo est une localité située dans le département de Namissiguima de la province du Yatenga dans la région Nord au Burkina Faso.

## Géographie
Nogo se trouve à 7 km de Namissiguima et à 15 km à l'est de Ouahigouya et des routes nationales RN 2 et RN 15.

## Économie
Le secteur primaire tient une grande place dans les activités pratiquées. Dans ce secteur, le mil et le maïs sont notamment cultivés pendant la saison pluvieuse qui dure entre cinq et six mois dans l'année. L'élevage est également pratiqué avec des volailles domestiques (pintades, poules, canards etc.), des bovins (bœufs, les ânes pour le transport de marchandises, les chevaux...), des moutons et des chèvres.
L'exploitation minière de l'or est l'une des ressources exploitées par l'État dans cette localité.[réf. nécessaire]

## Santé et éducation
Le centre de soins le plus proche de Nogo est le centre de santé et de promotion sociale (CSPS) de Namissiguima tandis que le centre hospitalier régional (CHR) se trouve à Ouahigouya.
Le village possède une école primaire publique de douze douze classes. Il y a également l'enseignement coranique avec la construction de l'école medersa franco-arabe.

## Religion
L'islam est la religion la plus pratiquée par la population locale[réf. nécessaire].